# Vanganur
Vanganur es una ciudad censal situada en el distrito de Tiruvallur en el estado de Tamil Nadu (India). Su población es de 6584 habitantes (2011). Se encuentra a 55 km de Tiruvallur.

## Demografía
Según el censo de 2011 la población de Vanganur era de 6584 habitantes, de los cuales 3349 eran hombres y 3235 eran mujeres. Vanganur tiene una tasa media de alfabetización del 78,94%, inferior a la media estatal del 80,09%: la alfabetización masculina es del 88,72%, y la alfabetización femenina del 68,94%.